# Paradoxe temporel
 (décembre 2014).
Si vous disposez d'ouvrages ou d'articles de référence ou si vous connaissez des sites web de qualité traitant du thème abordé ici, merci de compléter l'article en donnant les références utiles à sa vérifiabilité et en les liant à la section « Notes et références ».

Légende expliquant le paradoxe temporel.

Un paradoxe temporel est un paradoxe concernant le temps, l'écoulement du temps ou les conséquences fictives d'un voyage dans le temps.

## Notion de paradoxe au regard de la temporalité
Un paradoxe est une proposition qui contient ou semble contenir une contradiction logique, ou un raisonnement qui, bien que sans faille apparente, aboutit à une absurdité, ou encore, une situation qui contredit l'intuition commune. 
Le principe de causalité en science veut que tout événement soit la conséquence d'une cause. Et si à l'échelle microscopique certains phénomènes en physique quantique n'ont pas de cause, même la physique quantique n'autorise pas une cause à  avoir lieu après son effet.
En introduisant la notion de voyage dans le temps (on ne parle ici que du voyage vers le passé : on ignore donc ici le voyage vers le futur), il en résulte deux possibilités de violer ce principe, et donc ainsi de créer des paradoxes temporels :
1. un phénomène n'a pas de cause, cette cause étant placée dans le futur a disparu du fait de la modification de celui-ci (paradoxe du grand-père), et
2. un phénomène est sa propre cause, c’est-à-dire que la modification amenée au temps va créer les causes de cette même modification (paradoxe de l'écrivain).

Ces deux paradoxes offrent deux théories du temps a priori inconciliables : en effet, suivant que l'on retient le premier type de paradoxe ou le second, on peut ou on ne peut pas modifier le passé. Certains auteurs n'ont pas toujours appréhendé l'existence de ces deux types, ce qui nous amène à un troisième paradoxe où les deux types sont mis en œuvre dans un même récit (par manque de cohérence ou par licence artistique). On verra différentes explications des paradoxes par la structure prêtée à l'univers pour autoriser l'un ou l'autre de ces paradoxes. Ces structures sont superposées par les auteurs mêlant les deux types.

## Réponses des physiciens
Le voyage dans le temps est en physique un concept très spéculatif ; en fait la possibilité théorique d'un tel voyage n'est pas exactement réfutée, mais même si la possibilité existait les solutions sont d'une complexité rebutante.
Deux scientifiques ont proposé des solutions pour résoudre les paradoxes :
- Stephen Hawking, avec sa conjecture de protection chronologique, postule que l'impossibilité du voyage dans le temps est une loi de l'univers, et qu'elle pourra être démontrée ;
- le principe de cohérence de Novikov explique que les événements modifiés par un voyage dans le temps ne peuvent se contredire.

## Types de paradoxes

### «Paradoxe du grand-père»
Si un voyageur temporel rencontre son propre grand-père, qui n'a alors pas encore eu d'enfant, et le tue, alors ce voyageur ne peut pas exister. Mais si on fait cesser d'exister le voyageur, personne n'a tué son grand-père. La solution la plus courante à ce paradoxe est l'introduction d'un multivers.

### « Paradoxe de l'écrivain »  ou de «prédestination»
Le cas inverse, celui d’un événement qui serait sa propre cause, est également souvent évoqué en science-fiction. L’exemple classique est celui où l’inventeur de la machine s’envoie à lui-même dans le passé les plans de l’invention.

## Solutions en science-fiction
Le paradoxe du grand-père est toujours présenté comme le plus grand risque du voyage dans le temps. Il y a globalement deux voies pour s’en sortir :
- La première consiste à faire reposer cette responsabilité sur le voyageur : à charge pour lui d’éviter de créer tout paradoxe. Les conséquences de la création d’un paradoxe sont souvent floues, mais toujours effrayantes, pouvant aller jusqu’à la destruction de l’Univers (par exemple dans Retour vers le futur ou Universal War One). En revanche, tant qu'on ne provoque pas de paradoxe, il est parfaitement autorisé de modifier radicalement l'histoire.
  - Une variante de cette solution consiste à déclarer que toutes les actions du voyageur temporel auront en fait déjà eu lieu dans ce qui était le passé avant son voyage (il peut en être plus ou moins conscient). Bien sûr, le paradoxe du grand-père ne peut survenir dans ce cas, qui est aussi le seul à permettre le paradoxe de l'écrivain. Le film L'Armée des douze singes suit non seulement cette voie, mais insiste particulièrement pour le faire sentir au spectateur, en même temps que le héros lui-même prend conscience de son impuissance à changer ce qui était le passé quand il est né. On retrouve aussi cette hypothèse dans l'adaptation de La machine à voyager dans le temps de George Pal.

- La seconde issue est d’adopter l’hypothèse du multivers.
  - Cette hypothèse est utilisée chez les X-Men. Rachel Summers envoya l’esprit de son amie Kitty Pryde dans le passé pour empêcher les événements survenus avant sa naissance et ayant abouti à la dictature des robots sentinelles. La mission réussit, mais Rachel voit son environnement inchangé. Elle se rend alors elle-même dans le passé. Elle comprend alors que le passé qu’elle a sauvé de la dictature des sentinelles est celui d’un autre univers. Elle ne peut rien faire là-bas pour modifier le passé de son univers. En revanche quand elle retourne dans son propre univers, elle emmène avec elle des amis qui l’aident à renverser les sentinelles. Mais comme elle est retournée dans son univers à une date postérieure à celle de son départ, Rachel n’a violé la causalité à aucun moment.
  - Un autre exemple se retrouve dans le manga Dragon Ball : Trunks venu du futur où les cyborgs ont détruit l'humanité remonte le temps pour prévenir Son Goku des évènements futurs. Pourtant, lorsqu'il retourne à son époque, même lorsque les cyborgs ont été vaincus, son univers n'a pas changé. De plus, avertis du vol de la machine à voyage dans le temps par Cell, il empêche celui-ci de remonter dans le temps pour devenir l'être suprême dans un autre univers que celui où Son Goku et ses amis ont affronté Cell. On trouve alors trois univers : celui où Trunks arrive à tuer Cell, celui où il n'y arrive pas (ce qui correspond à l'arrivée de Cell dans la trame principale), et la trame principale où le labo qui fabriquera le monstre a été détruit, et donc, où il n'existera pas et ne pourra remonter dans le temps.
  - De même dans le film Un jour sans fin, le héros est condamné à revivre sans cesse des journées identiques... mais différentes et dont il se souvient. Il est donc à l'origine d'une multitude d'univers dont seule la première journée, débutant invariablement à 6h00, est exploitée jusqu'à ce que l'univers adéquat soit atteint et lui permette de continuer normalement sa vie.

- On trouve une voie intermédiaire dans laquelle il n’existe pas, de manière explicite, de multivers, mais où les voyageurs venus du futur ne sont pas affectés par ce qui pourra advenir dans le futur à cause de leurs actions. 
  - C’est la solution adoptée par exemple dans Terminator 2 : Le Jugement dernier. Le Terminator provoque la destruction dans l'œuf du projet qui lui a donné naissance.
  - Dans La Patrouille du temps, le professeur explique ce phénomène ainsi : même si vous tuez votre grand-père avant qu'il n'ait d'enfants, le fait de commettre cet acte fait que vous existez dans l'espace-temps, peu importe le fait que dans la réalité en place vous ne soyez jamais né.

La solution du multivers a l’avantage de résoudre tous les problèmes logiques et même physiques (la conservation de la masse se fait à l’échelle du multivers et la causalité est respectée, si l’on considère que le temps du multivers ne correspond pas aux mêmes dates dans tous les univers). Mais elle est moins intéressante pour de nombreux auteurs puisqu’elle interdit de modifier son propre passé.
Le cas du paradoxe de l'écrivain est plus étrange : dans l’hypothèse du multivers, il est évidemment exclu. Qu’en est-il chez les auteurs ne considérant qu’un seul univers ? Eh bien ce paradoxe est souvent autorisé, si douteux soit-il d’un point de vue logique. Prenons l’exemple d’Harry Potter et le Prisonnier d'Azkaban : Harry survit à sa rencontre avec les détraqueurs parce qu’un homme a lancé un sort pour les mettre en fuite. Il fait ensuite un saut de quelques heures dans le passé. Au cours de ce saut, il lance le sort qui lui a sauvé la vie. Tout semble cohérent. Sauf que sa mort face aux détraqueurs, entraînant l’absence de voyageur temporel, serait aussi une solution cohérente.
Finalement, l’utilisation de boucles de causalité apparaît comme une licence poétique, une permission, accordée à la plupart des auteurs utilisant le voyage dans le temps.
Certains auteurs s’autorisent à passer d’une voie à l’autre. Par exemple, parmi les solutions proposées, on observe que les deux premiers films de la série des Terminator emploient chacun une solution différente (et donc, le premier film s'achève en un paradoxe de l'écrivain, le deuxième en un paradoxe du grand-père).
D'autres auteurs adoptent complètement l'idée du multivers, en l'agrémentant d'autres possibilités offertes par les univers parallèles. Par exemple un voyageur temporel se retrouve dans un autre univers, mais pas un univers identique au sien avant la date de son arrivée dans cet univers: un autre univers du multivers d'Everett, qui s'est différencié de son univers à la suite d'un phénomène de physique quantique. Sans que la théorie d'Everett soit évoquée, c'est le cas dans l'exemple de X-Men : quand Rachel remonte le temps, non seulement elle échoue à modifier son propre univers, mais elle découvre par la suite que dans l'univers qu'elle a modifié, ses parents n'auraient jamais eu de fille de toute manière.

## Paradoxes temporels et la littérature

### Le Voyageur imprudentdeRené Barjavel
Le paradoxe temporel le plus connu est le paradoxe du grand-père selon lequel l'intervention tue l'aïeul de l'intervenant empêchant ainsi sa naissance… et donc son intervention. Ici, nous nous trouvons en face du paradoxe du premier type, mais l'auteur avance l'hypothèse d'une autocorrection du temps. En effet, le voyageur est voisin d'un architecte ; malencontreusement, il empêche la naissance de ce voisin, mais les maisons réalisées par ce voisin, n'en sont pas moins dessinées par un autre architecte.
En voulant vérifier cette autocorrection du temps, le voyageur tente de tuer Bonaparte à Toulon en 1793 ; il suppose que l'autocorrection du temps doit amener à la prise de pouvoir par un autre empereur. Mais le voyageur temporel est contraint de tuer un garde avant de s'en prendre au lieutenant Bonaparte. Or, ce garde étant l'ancêtre du voyageur temporel (et n'ayant pas encore eu d'enfant), le voyageur ne peut exister en ayant tué le garde. Finalement Napoléon n'est pas tué, et on peut conclure que le temps s'est autocorrigé pour empêcher une modification importante de l'histoire, mais pas de la manière à laquelle le voyageur s'attendait.

### Robert A. HeinleinetJean-Pierre Andrevon
Une variante est le voyageur temporel qui rencontre sa mère alors qu'elle est jeune fille et devient ainsi son propre père. Jean-Pierre Andrevon semble être le premier auteur à l'avoir énoncé sous cette forme[réf. nécessaire]. Cependant Poul Anderson y oppose un argument génétique : aucun homme ne peut être son propre père puisque la reproduction sexuée ne transmet que la moitié des chromosomes de chaque parent (l'enjambement interdit que la partie transmise soit exactement la partie venant du père). Ici, nous nous trouvons devant un paradoxe du second type.
Dans Le Trésor des Paradoxes de Philippe Boulanger et Alain Cohen, ce paradoxe temporel de l'autogenèse est évoqué (page 333), en référence à une nouvelle de Robert A. Heinlein, All you zombies, "où l'origine du héros reste indécidable, car il n'existe qu'un seul et même individu remontant le temps, engendrant des clones de lui-même, et incarnant à lui seul toute sa famille, aïeux et descendants compris !". Les auteurs précisent que le voyage rétrotemporel conduirait à une exacerbation insolite des problématiques œdipiennes. Et ils replacent cette question dans la perspective d'une conception de la physique théorique (connue sous le nom de « point de vue d’espace-temps » de Richard Feynman) où les antiparticules comme le positron sont assimilables à des particules de charge symétrique (comme l’électron), mais évoluant vers le passé.
D'autres paradoxes similaires ont été formulés par Robert Heinlein dans Un self made man, et les mêmes idées figurent dans une nouvelle de Pierre Boulle, Une nuit interminable.
Dans Futurama, les héros sont envoyés par accident dans le passé, au milieu du XXe siècle. Pour réparer leur vaisseau, l'équipage du Planet Express investit une base militaire américaine pour y récupérer du matériel, le professeur Farnsworth insistant sur l'importance de ne pas causer de paradoxes. Fry se rend compte qu'il est sur la base où son grand-père a servi avant de se marier. Ses tentatives pour ne pas le rencontrer ne font que provoquer l'inévitable et la rencontre a lieu. Fry découvre rapidement que son grand-père cache son homosexualité, ce qui le panique. Afin de s'assurer de sa survie, il envoie son grand-père dans un endroit isolé avec une provision de revues pornos qui se révèle être un site de tirs d'essais nucléaires. Le tir effectué, Fry se rend au chevet de la fiancée de ce dernier pour lui annoncer la mauvaise nouvelle. Il tombe sous le charme de cette dernière et succombe rapidement au désir. Au réveil, Fry se rend compte de ce qu'il a fait, ce qui énerve Farnsworth au plus haut point : il a compris que Fry était son propre grand-père et que tous ses efforts pour éviter des paradoxes ne servaient à rien car l'univers lui-même "s'en fiche totalement !".

### La Patrouille du tempsdePoul Anderson
Le paradoxe temporel a été extensivement utilisé dans la littérature de science-fiction, au point qu'y est apparu l'idée de services, gouvernementaux ou privés, chargés de protéger l'histoire humaine des paradoxes néfastes. 
Sur la même idée, il y a le TIME CORPS de Robert A. Heinlein et le service spatio-temporel de Christin et Mézière. Il y a aussi le THIB (Time Hacking International Bureau) de Kevin Bokeili.
Poul Anderson développe l'idée d'autocorrection du temps et mêle dans ses récits les deux types de paradoxes : on peut modifier le temps, mais celui-ci finira le plus souvent par se corriger, parfois en utilisant les actions des temponautes, et les effets des changements se seront estompés au bout de quelques décennies. Seules des interventions sur quelques instants clés peuvent modifier irrémédiablement l'Histoire (L'Autre Monde, nouvelle du recueil La Patrouille du temps). Typiquement, il y a peu de chances de modifier radicalement l'histoire si on tue accidentellement un inconnu dans le passé, mais en revanche le changement est spectaculaire quand Scipion l'Africain est tué.

### Dans le torrent des sièclesdeClifford D. Simak
L'histoire relate les efforts faits par différents clans, utilisant le voyage dans le temps, l'un pour empêcher, un autre pour faciliter et un autre encore pour altérer l'édition et le contenu d'un livre que doit écrire Asher Sutton.

### Le Jeune Homme, la Mort et le Temps, deRichard Matheson
Richard Matheson introduit dans son roman fantastique Le jeune homme, la mort et le temps,  une variante du paradoxe de l'écrivain.
L'histoire raconte l'amour que porte un homme de 36 ans, condamné à mourir, pour une femme, actrice de la fin du XIXe siècle, à travers une vieille photo. Sa force de conviction dans la possibilité de remonter le temps par une puissante concentration est si immense qu'il arrive à rejoindre son aimée en 1896.
Tout le talent de Matheson consiste à nous convaincre que ce "yoga temporel" est  réalisable.
Comme tout a une fin et que son propre présent le rappelle définitivement, avant de se séparer, il lui offre une montre en or munie d'une chaine en or. Or cette montre unique lui a été offert par une vieille femme qui l'a approché mystérieusement dans une soirée. Cette vieille femme est bien entendu son amour du passé qu'il n'a pu reconnaître, même  postérieurement (ou antérieurement), vu son âge.
Donc, dans son présent, il reçoit une montre d'une femme qu'il offrira dans le passé à cette même femme. La boucle est bouclée. Ce don passe d'une main à l'autre sans intermédiaire, sans aucun tiers. D'où vient cet objet ? Quel artisan horloger l'a façonné ?  

### Valérian et Laureline
Cette série, créée par Pierre Christin, Jean-Claude Mézières et Evelyne Tran-Lê, met en scène des paradoxes temporels.
Dès la deuxième planche de la 2e aventure destinée à former l'album La Cité des eaux mouvantes, les auteurs inventent une situation qui leur posera plus tard un vrai problème de cohérence : un dépôt de bombes à hydrogène explose, en 1986, près du pôle Nord, transformant radicalement l’aspect et l’organisation de la Terre ; et c’est sur ces ruines, pendant l'âge noir, que naitra la Terre de Galaxity, après l'invention, en 2314, de la machine spatio-temporelle. Les auteurs ne s’imaginaient pas faire vivre la série pendant encore dix-huit années. Mais en 1980-1981, après la parution du diptyque Métro Châtelet direction Cassiopée et Brooklyn station terminus cosmos, il faut bien se rendre à l’évidence, Valérian agent spatio-temporel a un succès tel, qu’il n’est pas question de continuer la série dans l’incohérence et encore moins d’y mettre fin. Pierre Christin, fin connaisseur de science-fiction, va alors s’attacher dans le diptyque suivant, publié en 1983/1985, Les Spectres d'Inverloch et Les Foudres d'Hypsis, à surmonter l’incohérence. Il n'ignore pas que c'est malheureusement au prix d’un autre problème bien connu en SF, le paradoxe du grand-père. Si en remontant dans le passé vous tuez votre grand-père avant qu’il eut procréé, vous n’avez donc pas de père, si vous n’avez pas de père vous ne pouvez donc pas exister et si vous n’existez pas vous ne pouvez pas tuer votre grand-père. Autrement dit, si vous changez le passé, vous détruisez le présent et rendez impossible le futur, c'est le principe de causalité du paradoxe temporel.
Dans Les Foudres d'Hypsis, venant de 3152, le Superintendant du Service Spatio-Temporel aidé de Valérian et Laureline en empêchant en 1985 l’explosion nucléaire qui devait désorganiser la Terre en 1986, va détruire le futur de celle-ci, donc rendre impossible la constitution de Galaxity qui s’est construite sur les ruines de la période noire de la Terre. Si Galaxity n'a pas pu se construire pendant l'âge noir, la machine spatio-temporelle n'a pu être inventée en 2314 et Galaxity n'existe pas en 3152, Valérian ne peut exister dans ce siècle ni dans aucun autre d’ailleurs, à la différence de Laureline qui elle vient du Xe siècle, et si Valérian ne peut exister dans aucun siècle, comment justifier la série ? Heureusement les Shingouz négocient avec le Fils de la Trinité d'Hypsis le retour de Valérian et Laureline au XXe siècle avec leur astronef, autorisant ainsi la poursuite des voyages spatio-temporels permettant aussi la continuation de la saga.
Le paradoxe du grand-père n'est pas pour autant écarté. Les auteurs font alors intervenir Jal, autre agent spatio-temporel rescapé de Galaxity, qui veut répliquer en 1988 la catastrophe évitée en 1985. Valérian et Laureline, avec l'aide de Monsieur Albert, font échouer cette tentative Sur les frontières. Pierre Christin n'adopte donc pas la théorie de l'autocorrection qui veut que le temps répare le temps. En 2001 dans Par des temps incertains, une nouvelle négociation apporte la réponse à deux questions : il existe deux histoires parallèles de la Terre post XXe siècle et la Terre de Galaxity du XXXIIe siècle se trouverait quelque part dans une "zone improbable". Ainsi Schroeder et Sun Rae n'ont pas la mémoire de leur aventure telle qu'elle fut racontée dans La Cité des eaux mouvantes et dans Terres en flammes. Christin fait le choix de la théorie du multivers et des univers disjoints. C’est le thème des derniers albums Au bord du Grand Rien en 2004, L'Ordre des Pierres en 2006 et L'OuvreTemps en 2010.

### Le Temps incertaindeMichel Jeury
Le héros, dont l'identité est multiple, revit plusieurs scènes plusieurs fois avec des variantes dont il cherche à identifier ce qui est réel. Le paradoxe temporel n'est donc ici qu'une illusion contre laquelle lutte le personnage principal avant de se l'approprier.

### ThorgalparJean Van HammeetGrzegorz Rosiński
Le Maître des montagnes raconte l'histoire d'un esclave échappant à un chef de guerre et tombant amoureux d'une femme. Des translations temporelles en partie incontrolées le verront devenir rétroactivement le chef de guerre puis victime de sa compagne devenue à son tour le chef de guerre par dégout de la situation précédente. D'autres albums utilisent le ressort scénaristique de l'adulte revenu dans le passé pour s'aider lui-même.

### La Spirale du tempsdeRoger Leloup
Cet album de bande dessinée est le premier de la série Yoko Tsuno à utiliser le voyage temporel. Venue du futur pour éviter la destruction de la Terre, Monya modifie le cours du temps et justifie sa décision de ne pas revenir à son époque par le fait que le temps ait "emprunté une autre spirale", bien qu'elle y ait envoyé en pilotage automatique le "translateur", nom donné à sa machine à voyager dans le temps. Dans l'épisode, en remontant une quarantaine d'années avant son époque, Yoko Tsuno rencontre son oncle qui interroge sa future mère sur sa propre existence. Inquiète de ce trouble sur son propre avenir, Yoko interroge sa famille sur ce fait dès son retour à son époque. De plus on s'aperçoit qu'en remontant dans le temps elle est à l'origine du scellement d'une porte par son oncle (porte scellée qui la décida à entreprendre ce voyage dans le temps).

### Universal War OneparDenis Bajram
Dans sa saga de bande dessinée Universal War One, Bajram met en scène un formidable casse-tête qui repose dans son entier sur le paradoxe temporel. Il fait évoluer ses personnages dans une époque future dont le continuum du temps va être indirectement changé par la destruction de la Terre. Le souffle de l'explosion projette un vaisseau et son équipage une trentaine d'années dans le futur et à l'extérieur de la galaxie. À leur retour dans le système solaire, les héros y trouvent une civilisation rigide, proche d'une dictature. Constatant la disparition de la Terre, ils entreprennent de mener une révolution contre le régime en place, au cours de laquelle un membre de leur équipage va mourir. Fou de douleur, son amant va se jeter avec une navette sur le générateur du wormhole (une sorte de trou noir opaque et destructeur qui s'allonge indéfiniment) qui a détruit la Terre, déclenchant ainsi une explosion de grande envergure qui dissipe celui-ci.
Le reste de l'équipage va alors rencontrer le chef du régime en place, qui leur révèle qu'il n'est autre que le camarade qu'ils viennent de perdre, l'amant qui a mené la mission suicide contre la station et présumé mort dans l'explosion de celle-ci. Il a en fait été ramené 65 ans dans le passé par la puissance de l'explosion.
À son retour sur Terre, il a entrepris de ré-écrire l'histoire exactement comme il s'en souvenait, de crainte que la moindre perturbation de sa part ne crée un paradoxe capable de détruire l'univers.
On retrouve notamment à cette occasion le paradoxe de l'écrivain puisque ce personnage emporte dans le passé les plans des moteurs antigravité de son époque.  En vieillissant, il va également avoir l'occasion d'assister à sa propre naissance.
À la fin de ce flash-back, le chef, alors âgé de 137 ans, crée finalement le wormhole gigantesque qui va détruire la Terre.  La révolution des héros qu'il a en fait délibérément provoquée n'avait d'autre but que de les amener à lui afin de leur raconter son histoire.
C'est alors qu'une armée d'hommes d'une civilisation inconnue apparaît, et détruit ou neutralise toutes les armes et vaisseaux du Régime. Puis, ils vont à la rencontre du personnage principal de la saga, Kalish. Ils lui expliquent alors qu'ils sont les hommes d'une civilisation qu'il aurait fondée trois siècles auparavant en leur enseignant les équations permettant les voyages dans l'espace et le temps. Ils lui disent également qu'il leur a demandé de le rejoindre ici et maintenant, quand un wormhole gigantesque s'ouvrirait dans le ciel.
Kalish part alors trois siècles dans le passé pour fonder cette civilisation. 
La boucle du temps ainsi bouclée, Bajram imbrique dans sa saga une impressionnante compilation de paradoxes temporels qui combinent le paradoxe de l'écrivain et celui du grand-père.